# Liaoyang (Kreis)
Der Kreis Liaoyang (chinesisch 辽阳县, Pinyin Liáoyáng Xiàn) ist ein Kreis der bezirksfreien Stadt Liaoyang in der nordostchinesischen Provinz Liaoning. Er hat eine Fläche von 2.443 km² und zählt 372.131 Einwohner (Stand: Zensus 2020). Sein Hauptort ist die Großgemeinde Shoushan (首山镇).

## Administrative Gliederung
Auf Gemeindeebene setzt sich der Kreis aus vierzehn Großgemeinden und drei Gemeinden (davon zwei der Mandschu) zusammen. 